# Комеана (Прато)
Комеана је насеље у Италији у округу Прато, региону Тоскана.
Према процени из 2011. у насељу је живело 2683 становника. Насеље се налази на надморској висини од 67 м.